# Lluís-Alexandre Procopi de Bassecourt i Dupire
Lluís-Alexandre Procopi de Bassecourt i Dupire   (Fontaine-lès-Boulans, 1 de juny de 1769 - Saragossa, 17 de gener de 1826) fou un militar espanyol d'origen francès que va participar activament en diversos escenaris de la Guerra del Francès. Fou cavaller de l'Orde de Montesa.

## Família
Era fill de Procopi Francesc Carles Bassecourt i de Contes, marquès de Bassecourt, i Teresa Ghislaine Dupire. Era nebot de Joan Procopi de Bassecourt i de Bryas.
Es va casar amb María de las Nieves Arriaza y Superbiela el 1803.

## Biografia
El 1783 va ingressar a la guàrdia valona de l'Exèrcit espanyol amb catorze anys, on ascendí a alferes el mateix any i a tinent el 1788. Va lluitar a la Guerra Gran sota les ordres d'Antonio Ricardos tot participant a la batalla del Masdéu, a la batalla de Trullars i a la batalla del Voló, així com a la presa d'Arle i la defensa de Figueres i Girona. El 1796 acompanyà el seu oncle a l'illa de Cuba, de la qual havia estat nomenat capità general, on entre el 29 de març de 1797 i el 23 d'agost de 1799 exercí de tinent de governador de la vila de Trinidad. En 1805 va ascendir a capità de fusellers.
Quan les noves autoritats franceses reprimiren l'aixecament del 2 de maig de 1808, Bassecourt va fugir de Madrid el juny en direcció a Sevilla, a on s'estava organitzant la resistència. De seguida fou ascendit a brigadier i des d'aleshores va lluitar a la Guerra del Francès. Fou present a les derrotes de Medellín, Tudela, i d'Uclés. A partir de llavors va participar en diversos combats entre la Manxa i Extremadura, fins que li fou encarregada la instrucció de noves tropes com a comandant general de Conca (Castella - la Manxa). L'agost de 1810 el Consell de la Regència el feu capità general de València de forma interina, establint la seva base d'operacions a Castelló de la Plana a l'octubre. Després de reorganitzar les tropes valencianes, desfetes a Alcalà de Xivert, fou severament derrotat pels francesos a Ulldecona el 26 de novembre patint més de 2.500 baixes, quan volia evitar que ocupessin Tortosa. En cerca de suport, el gener de 1811 va convocar els membres de la Junta de València i diversos diputats: però el mes següent va reaccionar a les crítiques que hi va rebre dissolent la reunió i empresonant alguns dels seus assistents. Aquest fou el motiu pel qual a l'abril fou substituït per Carlos O'Donnell i enviat de nou a Conca. Des de llavors va tornar a participar en diversos fets bèl·lics per la meseta sense massa èxit, fins que el 1813 fou destinat a l'exèrcit de reserva de Galícia fins al final de la guerra. En 1815 fou ascendit a tinent general. Les condecoracions pels seus fets d'armes arribaren el 1817 amb l'Orde de Sant Hermenegild i l'Orde de Sant Ferran
Durant el Trienni Liberal fou destinat com a comandant general de Salamanca. Però amb el retorn de l'absolutisme de Ferran VII fou nomenat governador militar de Barcelona el novembre de 1823, fins que fou traslladat a València de nou com a capità general el juliol de 1824, a on tractà amb especial duresa els delictes polítics. Ràpidament fou traslladat com a capità general de Granada el gener de 1825, però el juny va acabar definitivament a l'Aragó. Immediatament va demanar llicència per anar a curar-se el mal de gota a Caldes d'Estrac, cosa que li fou denegada. Finalment va morir al càrrec el 17 de gener següent, no sense haver rebut la Creu d'Isabel la Catòlica l'octubre anterior.